# Emploi
Emploi (wym. /ãplua/, z franc. emploi – "posada, zatrudnienie") – rodzaj roli, w jakiej specjalizuje się aktor lub do jakiej posiada predyspozycje fizyczne (wiek, typ urody, wygląd) bądź osobowe (prezencja, styl gry, siła wyrazu). W najogólniejszym podziale wyróżnia się emploi komiczne i tragiczne, jednak rozmaitość emploi uniemożliwia ich dokładne wyliczenie czy klasyfikację.
Powszechne w XIX wieku szekspirowskie emploi oznaczało role „szlachetne”, „dostojne”, „tragiczne”, „zbrodnicze”, a wszystkie utrzymane w kategorii wzniosłości.
Tylko wybitnie uzdolnieni aktorzy, potrafiący odnaleźć się w różnych gatunkach odgrywali rozmaite role, większość jednak specjalizowała się w graniu jednego, określonego typu postaci. Jako przykłady kategorii emploi w XIX wieku, można przywołać stereotypowe postaci z melodramatu – amant, czarny charakter, pierwsza naiwna, dobra matka, komiczna gospodyni itd. Każdy aktor sam przygotowywał się do swojej roli, wypracowując zestaw charakterystycznych gestów, ćwicząc sposób poruszania się, mówienia i modulowania głosu, mimikę itd. Specjalizowanie się aktorów w danym emploi wynikało wówczas z przekonania, iż każdy aktor powinien być związany z określonym typem repertuaru. Sens pojęcia emploi waha się pomiędzy znaczeniem terminów aktor i postać, stanowiąc przy tym pewną syntezę cech fizycznych, psychicznych i społecznych. Określone emploi związane są i wpisane w pewne tradycyjne gatunki dramatyczne, takie jak np. komedia dell'arte, dramat mieszczański (tragedia domowa), melodramat. W przypadku komedii dell'arte przygotowanie aktorów i wyćwiczenie w danym emploi (amorosi, maschere, służący, zanni) było szczególnie ważne, gdyż gra aktorska w komedii dell'arte oparta była w całości na improwizacji słownej i ruchowej.
Obecnie w teatrze nie dzieli się już aktorów według ich emploi. Przygotowywani są do zagrania postaci każdego typu, co nie wyklucza jednak sytuacji, w której na potrzeby konkretnej sztuki można dokonać takiego podziału.